# 사이다

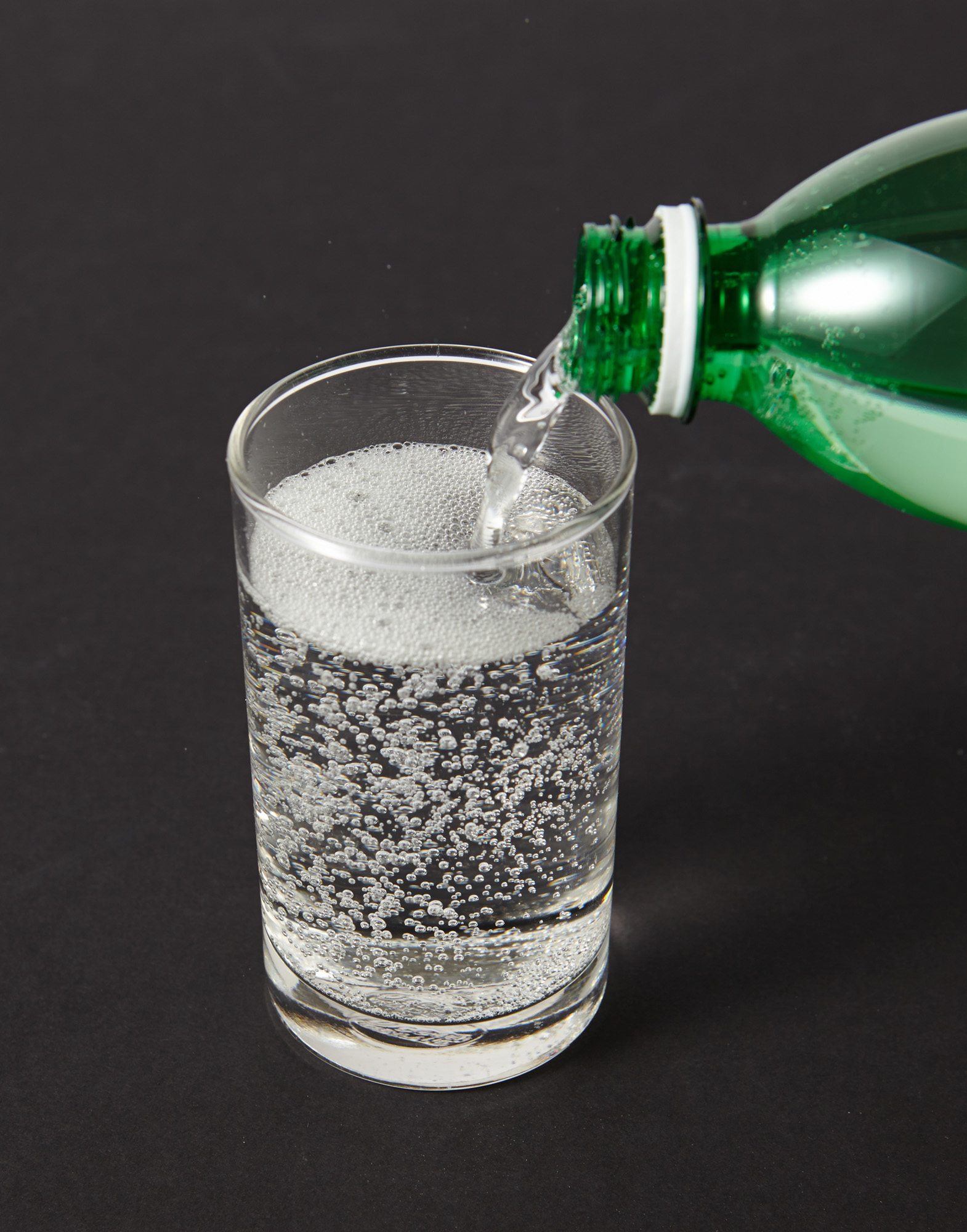
사이다를 컵에 따르는 모습

사이다(영어: cider, 문화어: 탄산단물)는 청량 음료이다. 원래 사이다는 사과 소다를 뜻하는 말이지만, 대한민국에서는 레몬향 청량 탄산음료를 뜻하게 말의 의미가 변질되었다. 대한민국에서 사이다라고 부르는 것을 영어로 하자면 Sprite로, 의미는 거의 같다.

## 제품화된 사이다 음료
유명한 사이다 브랜드로는 칠성사이다, 킨사이다, 스프라이트, 세븐업 등이 있다. 그 외에도 축배사이다는 배 향이 있으며, 천연사이다에서는 약간의 바나나 맛이 난다. 조선민주주의인민공화국에서도 사이다가 있는데, 자체적으로 생산하는 랭천사이다가 있다.

## 국가별 사이다
| 국가                   | 색상      | 알코올 | 명칭                                     | 제품 브랜드                    | 비고 |
| ---------------------- | --------- | ------ | ---------------------------------------- | ------------------------------ | ---- |
| 대한민국               | 무색 투명 | 없음   | 사이다                                   | 칠성사이다 천연사이다 킨사이다 |      |
| 조선민주주의인민공화국 | 무색 투명 | 없음   | 사이다                                   | 랭천사이다                     |      |
| 일본                   | 무색 투명 | 없음   | サイダー                                 | 라무네 미츠야 사이다           |      |
| 미국 캐나다            | 적색 혼탁 | 있음   | cider apple cider soft cider sweet cider | 스프라이트 세븐업 마운틴 듀    |      |

## 같이 보기
- 콜라
- 청량음료
- 스프라이트